# Otapa
Otapa är en ort i Mexiko.   Den ligger i kommunen Tierra Blanca och delstaten Veracruz, i den sydöstra delen av landet, 290 km öster om huvudstaden Mexico City. Otapa ligger 89 meter över havet och antalet invånare är 131.
Terrängen runt Otapa är platt. Runt Otapa är det ganska tätbefolkat, med 65 invånare per kvadratkilometer. Närmaste större samhälle är Tetela, 19,8 km söder om Otapa. Omgivningarna runt Otapa är en mosaik av jordbruksmark och naturlig växtlighet.